# Druckquotient
Druckquotient (din limba germană, în traducere „coeficient de presiune”) este un indice care în geopolitică exprimă presiunea demografică exercitată asupra unei țări de către vecinii săi. Din presiunea demografică poate rezulta și o presiune geografică, economică, culturală, politică, presiune pe care un stat o suportă la hotare. Indicele este o expresie matematică a fenomenului. Se obține prin însumarea populațiilor țărilor învecinate cu statul luat în considerare și împărțirea sumei astfel obținute la populația statului respectiv. Termenul a fost introdus de geopoliticianul austriac Alexander Supan (1847–1920). 
Exemple de druckquotient:
- România: populația Ucrainei + populația Republicii Moldova + populația Bulgariei + populația Serbiei + Populația Ungariei / populația României = 46.205.000 + 3.794.000 + 7.639.000 + 9.858.000 + 10.030.000 / 21.438.000 = 3,616
- Republica Moldova: populația Ucrainei + populația României / populația Republicii Moldova = 17,829 (considerând vecinătatea cu Uniunea Europeană acesta devine circa 142,402)